# Ivar Vičs

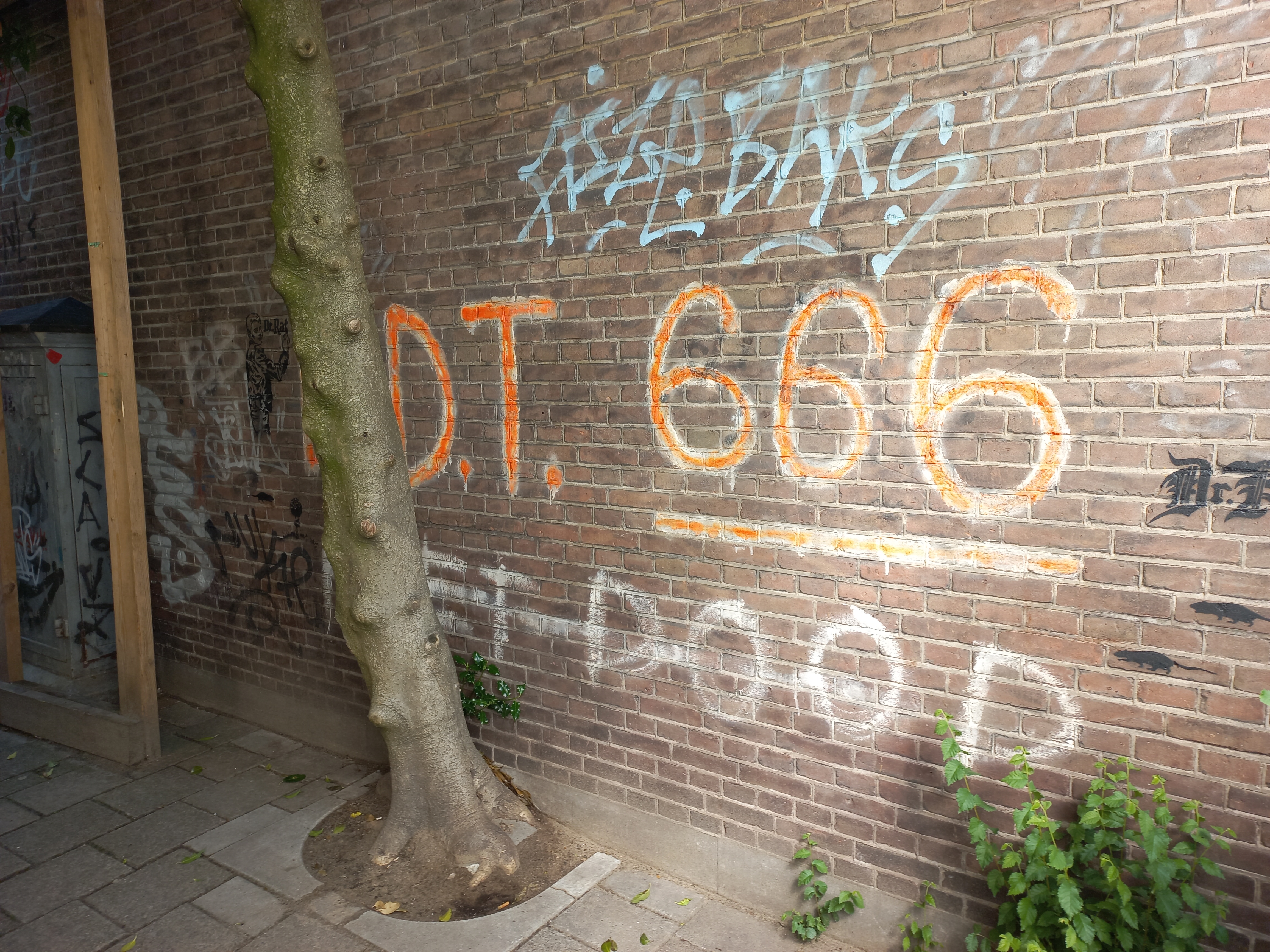
Muurschildering DDT666 in Hondecoeterstraat (juli 2022)

Juris Tjerk Emilis Ivars (Ivar) Vičs (Amsterdam, 21 mei 1960 – aldaar, 29 juni 1981) was een Amsterdamse graffiti-kunstenaar die bekend is geworden onder het pseudoniem Dr. Rat.

## Levensloop
Vičs werd geboren uit een Letlandse vader en een Nederlandse moeder die beiden aan de Rietveldacademie hadden gestudeerd. Hij was de eerste bekende Nederlandse graffitikunstenaar en speelde een hoofdrol in de Amsterdamse punkscene, aan het eind van de jaren zeventig. Hij richtte samen met Diana Ozon de punkclub DDT op en werkte mee aan het fanzine de Koekrant en andere artistieke projecten.
Hij had een kortstondige verhouding met zangeres Nina Hagen, die hem aanraadde zijn naam in Dr. Art te veranderen. Naast Dr. Rat en Dr. Art gebruikte Vičs ook de pseudoniemen Fritz Zanzibar, Stanley Sneeuwschoen de Verschrikkelijke en Dr. Death om zijn werken mee te ondertekenen. De meeste van Dr. Rats graffitiwerk zijn mettertijd verloren gegaan. Er bestaat nog een vroege muurschildering (1978) nabij zijn ouderlijk huis, in de Hondecoeterstraat in Amsterdam. Maar kenmerkend is het niet: zijn handelsmerk was een met viltstift getekende rattenkop.
Door tijdgenoten wordt hij veelal gezien als een cultfiguur of een enfant terrible. Ivar Vičs was altijd op zoek naar de meest extreme kanten van het bestaan en experimenteerde met drugs en drank, hetgeen hem uiteindelijk noodlottig werd. Na zijn vroegtijdige dood droeg dichteres Diana Ozon een gedicht aan hem op en de punkgroep Helmettes schreef een ode aan Dr. Rat. Ook het nummer Dr. Art van Nina Hagen op het album Nunsexmonkrock (1982) was aan hem opgedragen. In 2011 publiceerde journalist Martijn Haas een biografie over Vičs onder de titel Dr. Rat, godfather van de Nederlandse graffiti.